# 1891年12月1日日食
1891年12月1日日食为一次在协调世界时1891年12月1日出現的日偏食。該次日食食分為0.5326。

## 概述
這次日食的食分是0.5326。

## 基本參數
- 類型：日偏食
- 食甚資料：
  - 日期：1891年12月1日
  - 時間：11時31分8秒
  - 地點：64S 141W
  - 食分：0.5326

## 外部連結
- NASA日食專頁（页面存档备份，存于）（英文）